# Démission silencieuse
La démission silencieuse (en anglais, quiet quitting) est une grève du zèle menée sans coordination avec son groupe de travail,.
Elle n'est pas une tentative de quitter son emploi, mais une tentative d'effectuer un nombre minimal de tâches exigées tout en étant présent à son poste le nombre minimal d'heures de travail.
Les partisans de cette pratique disent « agir en conformité avec leur salaire » (acting your wage)
ou parlent de « contribution modulée » (calibrated contributing),
tout en soutenant que le but de cette pratique ne vise pas à perturber le fonctionnement de la place de travail dans le cadre d'un mouvement organisé, mais plutôt à prévenir l'épuisement professionnel et à maintenir l'autonomie professionnelle ainsi que l'équilibre vie privée-vie professionnelle.
Un éditorial, publié dans un périodique de l'American Institute of Chemical Engineers, définit la démission silencieuse comme un rejet de la culture des longues heures de travail au détriment de ses besoins personnels (hustle culture) et comme un rejet de la croyance que la valeur du travail est corrélée au nombre d'heures travaillées.
Les salariés démissionnent silencieusement à cause d'un manque de motivation extrinsèque, de crainte d'épuisement professionnel ou par rancune envers leurs superviseurs ou leurs employeurs. Cette approche peut avoir des conséquences diverses : elle prévient l'épuisement professionnel, mais elle met en péril leur carrière. Même si le terme est apparu dans les années 2020, les justifications existent depuis des décennies.
L'origine de quiet quitting est inconnue.
Le terme serait peut-être inspiré du nom du mouvement Tangping (« s'allonger à plat ») qui a été mentionné en avril 2021 dans les réseaux sociaux chinois pour devenir viral sur Sina Weibo,,.
Plus tard cette année, des internautes chinois ont rapproché « Tangping » d'« involution », un processus présenté par l'anthropologue américain Clifford Geertz dans son livre Agricultural Involution (en) (1963). Ce livre a été régulièrement mentionné vers la fin des années 1980 dans les recherches en sciences sociales sur la Chine, ce qui a incité des médias chinois à porter leur attention sur le terme « involution ». La thèse principale de Geertz dans son livre est que les méthodes intensives de la culture du riz en Indonésie n'ont pas évolué pendant des centaines d'années, pourtant les structures sociales ont augmenté en complexité sans induire d'importants changement technologiques et politiques,.
En 2020, « involution » est l'un des buzzwords qui ont été le plus utilisés dans les médias chinois, où il est utilisé pour décrire le sentiment d'épuisement dans une société trop compétitive,.
Après que « Tangping » soit devenu un buzzword et inspire plusieurs mèmes, le magazine d'affaires ABC Money affirme en 2022 qu'il résonne de plus en plus parmi la majorité silencieuse grandissante des jeunes Chinois désillusionnés par le rêve chinois soutenu par les autorités politiques de la Chine qui encouragent une vie de sacrifice et de dur labeur sans obtenir en retour une satisfaction de vie tangible.
Le terme « quiet quitting » a été popularisé en 2022 aux États-Unis, principalement par le réseau social TikTok,, terme utilisé dans un article de Business Insider la même année.
La même année, The Gallup Organization publie les résultats d'un sondage en affirmant qu'environ la moitié de la main d’œuvre américaine fait de la démission silencieuse.
Des observateurs de la scène industrielle soutiennent que la pandémie de Covid-19 a favorisé la propagation de la démission silencieuse, étant plus présente parmi la génération Z à la suite de difficultés financières.
L'American Psychological Association a publié un rapport en 2021 où les auteurs affirment que 40 % des travailleurs américains envisagent de quitter leur emploi, que les auteurs attribuent au refus de rémunérer les salariés pour le stress et l'épuisement professionnel qu'ils vivent au travail.